# Cuộc đàn áp Pháp Luân Công

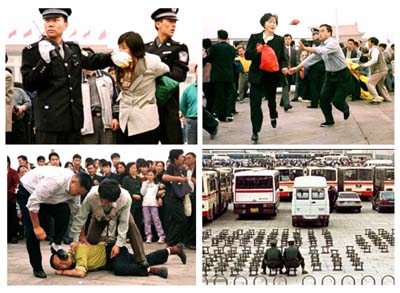
Những hình ảnh liên quan đến cuộc trấn áp Pháp Luân Công

Cuộc đàn áp Pháp Luân Công đề cập đến chiến dịch được khởi xướng bởi Đảng Cộng sản Trung Quốc đối với các học viên Pháp Luân Công kể từ tháng 7 năm 1999, nhằm mục tiêu loại bỏ môn tập này khỏi nước Cộng hòa Nhân dân Trung Hoa.
Người sáng lập môn phái này là Lý Hồng Chí, người đã giới thiệu nó cho công chúng vào tháng 5 năm 1992 tại Trường Xuân, Cát Lâm. Sau một giai đoạn tăng trưởng nhanh chóng vào những năm 1990, Đảng Cộng sản Trung Quốc đã phát động chiến dịch trấn áp Pháp Luân Công vào ngày 20 tháng 7 năm 1999. Một cơ quan có tên là Văn phòng 6-10 đã được tạo ra để thực hiện chiến dịch. Chính quyền huy động bộ máy truyền thông nhà nước, tư pháp, cảnh sát, quân đội, hệ thống giáo dục, gia đình và nơi làm việc nhằm buộc các học viên Pháp Luân Công từ bỏ việc tu luyện. Chiến dịch này được thúc đẩy bằng việc tuyên truyền một chiều thông qua truyền hình, báo chí, đài phát thanh và internet. Theo các tổ chức phương Tây cáo buộc, đã có những báo cáo về việc tra tấn có hệ thống, cầm tù bất hợp pháp, lao động cưỡng bức, thu hoạch nội tạng và các biện pháp đe dọa tinh thần, với mục đích rõ ràng là ép buộc các học viên phải từ bỏ lòng tin vào Pháp Luân Công. Ngược lại, chính phủ Trung Quốc khẳng định Pháp Luân công là một tà giáo và việc trấn áp nhóm này là đúng pháp luật nhằm đảm bảo an ninh đất nước, và rằng vấn đề này đã bị các tổ chức phương Tây lợi dụng, phóng đại để truyên truyền chống Trung Quốc

## Bối cảnh
Lý Hồng Chí giới thiệu Pháp Luân Công cho công chúng vào ngày 13 tháng 5 năm 1992, tại Trường Xuân, tỉnh Cát Lâm. Vài tháng sau, vào tháng 9 năm 1992, Pháp Luân Công đã được công nhận là một môn phái khí công dưới sự quản lý của Hội nghiên cứu khoa học Khí công Trung Quốc của nhà nước (HNKKT). ông Lý Hồng Chí đã được công nhận là một nhà giảng dạy khí công, và được phép dạy môn khí công của mình trên toàn quốc. Giống như nhiều thầy khí công vào thời điểm đó, ông Lý Hồng Chí đi tới các thành phố lớn ở Trung Quốc 1992-1994 để dạy thực hành Pháp Luân Công. Ông đã được trao tặng một số giải thưởng của các tổ chức chính phủ Trung Quốc.
Theo David Ownby, Giáo sư Lịch sử và Giám đốc Trung tâm Nghiên cứu Đông Á tại Đại học Montréal, ông Lý Hồng Chí  đã trở thành một "ngôi sao vụt sáng của phong trào khí công", và Pháp Luân Công đã được chính phủ chấp nhận như là một phương tiện hiệu quả của việc giảm chi phí chăm sóc sức khỏe, thúc đẩy văn hóa Trung Quốc, và nâng cao đạo đức cộng đồng. Trong tháng 12 năm 1992, ông Lý Hồng Chí và một số học viên Pháp Luân Công tham gia Hội chợ triển lãm y tế châu Á tại Bắc Kinh, nơi ông được báo cáo "đã nhận được khen ngợi nhiều nhất [so với các trường phái khí công khác] tại hội chợ, và đạt được kết quả điều trị rất tốt," theo Ban tổ chức của hội chợ Sự kiện này đã khẳng định danh tiếng của ông Lý Hồng Chí , và các báo cáo về công năng chữa bệnh của Pháp Luân Công trên báo chí bắt đầu lan rộng.

### Cuộc thỉnh nguyện ở Trung Nam Hải

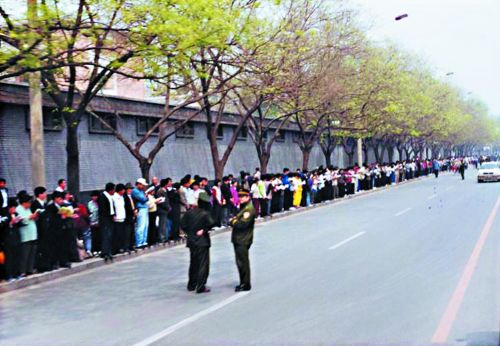
Các học viên Pháp Luân Công kháng nghị bên ngoài khu Trung Nam Hải

Vào năm 1999, ước tính số lượng người tập Pháp Luân Công khoảng 70 triệu người, trở thành một nhóm xã hội dân sự lớn nhất trong lịch sử của Trung Quốc. Do lo sợ và đố kỵ, từ rất sớm, Tổng bí thư Đảng Cộng Sản Trung Quốc (ĐCSTQ) Giang Trạch Dân đã tìm mọi cách để phát động cuộc đàn áp nhằm tiêu diệt Pháp Luân Công.
Năm 1997, ông La Cán lệnh cho Bộ Công an ĐCSTQ phải tiến hành một cuộc điều tra nội bộ đối với Pháp Luân Công, để quyết định Pháp Luân Công có phải là một “tà giáo” hay không, cuộc điều tra đã phải tạm dừng vì không có chứng cớ. Ngày 21/7/1998, Văn phòng số 1 của Bộ Công an Trung Quốc phát hành thông tư số 555/1989 với tựa đề “Chú ý về điều tra Pháp Luân Công” cùng lời tuyên bố sẵn Pháp Luân Công là một tà giáo, song lại yêu cầu tất cả các điều tra viên phải tìm ra được bằng chứng nhằm chứng minh lời tuyên bố trên. Thông tư này đã khiến lực lượng công an trên toàn quốc ra quân đàn áp, giải tán các điểm tập luyện dù không có bất kỳ chứng cứ phạm pháp nào.
Tuy nhiên sự ủng hộ đối với Pháp Luân Công trong quần chúng là rất lớn. Nửa cuối năm 1998, một nhóm cán bộ hưu trí do cựu Ủy viên Thường vụ Bộ Chính trị Kiều Thạch dẫn đầu đã thực hiện điều tra tìm hiểu về Pháp Luân Công và đi đến kết luận rằng Pháp Luân Công hoàn toàn có lợi cho quốc gia, đồng thời giao báo cáo điều tra cho ông Giang Trạch Dân. Ông Kiều Thạch viết “Pháp Luân Công đối với đất nước và nhân dân chỉ có trăm điều lợi mà không có một điều hại” vào báo cáo điều tra và còn ghi thêm rằng “được lòng dân là được thiên hạ, mất lòng dân là mất thiên hạ”. Bấy giờ, Cựu Ủy viên Bộ Chính trị La Cán vì muốn lập công với Giang Trạch Dân, nên đã trở thành người tiên phong trong việc tiến hành gài bẫy người tập Pháp Luân Công, từ đó lấy lý do để triển khai cuộc đàn áp. Ông yêu cầu Hà Tộ Hưu viết bài bôi nhọ Pháp Luân Công đăng trên tạp chí của Học viện Giáo dục Thiên Tân, rồi bắt 45 người đi phản ánh sự việc và đánh trọng thương nhiều người khác. Khi người tập Pháp Luân Công tại các nơi thỉnh nguyện yêu cầu Thiên Tân thả người thì công an đã gợi ý cho họ đến Bắc Kinh thỉnh nguyện và nhấn mạnh chỉ có Bắc Kinh mới giải quyết được việc này.
Suốt vài ngày, dòng người tập Pháp Luân Công tự phát từ khắp nơi đổ về trung tâm thành phố Bắc Kinh, sáng ngày 25/4 thì đã có đông đảo người tới nơi. Tuy nhiên, lực lượng cảnh sát và công an lại yêu cầu những người này không đứng ở văn phòng thỉnh nguyện bên ngoài Trung Nam Hải, mà dẫn đường cho họ tiến vào Trung Nam Hải, cuối cùng hình thành nên điều mà sau này bị ĐCSTQ mô tả là “cuộc tổng tấn công Trung Nam Hải”.
Tuy nhiên, theo các tư liệu và nhân chứng có mặt tại hiện trường vào ngày hôm đó, thì những người tham gia kháng nghị là tự phát đến Bắc Kinh, hoàn toàn không có tổ chức, khẩu hiệu hay biểu ngữ. Họ theo hướng dẫn của cảnh sát đứng yên, trật tự vòng quanh hai bên cổng chính của Trung Nam Hải. Khoảng 8h sáng, Thủ tướng Chu Dung Cơ đã bước ra đứng trước toàn bộ người tập Pháp Luân Công. Điều đó cho thấy chính quyền Trung Quốc lúc bấy giờ hoàn toàn yên tâm về cuộc thỉnh nguyện của Pháp Luân Công. Ông Chu Dung Cơ dẫn 3 người đi kháng nghị vào trong nói chuyện, từ đó phát hiện ra rằng vấn đề ở Thiên Tân dù có chỉ thị xử lý nhưng ông La Cán lại không thực hiện.Thủ tướng Chu Dung Cơ sau khi hiểu rõ tình hình đã để cho Cục Xử lý Khiếu nại nói chuyện với họ. Hơn 8h tối, hội đàm kết thúc, sau khi biết những người tập Pháp Luân Công ở Thiên Tân đã được thả, đám đông cũng nhanh chóng giải tán và hiện trường rất sạch sẽ.

## Đàn áp trên toàn quốc
Tổng Bí thư Đảng Giang Trạch Dân được thông báo từ Ủy viên Bộ Chính trị La Cán, và được báo cáo ông đã tức giận vì sự táo bạo của cuộc biểu tình, lớn nhất kể từ khi cuộc biểu tình Thiên An Môn mười năm trước đó. Giang kêu gọi phải hành động kiên quyết để ngăn chặn Pháp Luân Công, và đã chỉ trích Thủ tướng Chu vì "quá mềm" trong việc xử lý tình hình. Buổi tối hôm đó, Giang viết một bức thư nêu rõ ý muốn của mình là muốn Pháp Luân Công "bị tiêu diệt". Trong thư, Giang bày tỏ sự lo ngại về quy mô và mức độ phổ biến của Pháp Luân Công, và đặc biệt là về số lượng lớn các thành viên cấp cao của Đảng Cộng sản cũng đồng thời là các học viên Pháp Luân Công. Ông cũng gợi ý rằng những triết lý đạo đức Chân-Thiện-Nhẫn của Pháp Luân Công là đi ngược lại với các giá trị vô thần của chủ nghĩa Mác-Lênin, và do đó tạo thành một hình thức cạnh tranh về ý thức hệ.
Pháp Luân Công cho rằng Giang Trạch Dân phải chịu trách nhiệm cá nhân về quyết định trấn áp Pháp Luân Công này. Peerman trích dẫn các lý do như sự ghen tỵ cá nhân đối với Lý Hồng Chí (còn đang nghi ngờ); Saich chỉ ra sự giận dữ của Giang là do sự hấp dẫn trên quy mô rộng rãi của Pháp Luân Công, và cuộc đấu tranh tư tưởng là nguyên nhân cho sự đàn áp sau đó. Willy Wo-Lap Lam cho thấy quyết định của Giang Trạch Dân đàn áp Pháp Luân Công đã liên quan đến một mong muốn củng cố quyền lực của Giang trong Bộ Chính trị. Theo tổ chức Theo dõi Nhân quyền, các nhà lãnh đạo Đảng Cộng sản Trung Quốc và tầng lớp cầm quyền đã tỏ ra không hề thống nhất ý kiến về việc có nên đàn áp Pháp Luân Công hay không.
Vào đầu tháng 5, các báo cáo lưu hành nói rằng Giang Trạch Dân đã thành lập một lực lượng đặc nhiệm cao cấp để đối phó với các mối đe dọa, người phụ trách là La Cán. Các cơ quan chức năng tổ chức vây bắt những người phụ trách Pháp Luân Công đã được ghi tên trước đó. Theo BBC, "hàng chục ngàn học viên Pháp Luân Công bị bắt giữ ở 30 thành phố" vào giữa tháng 6.
Ngày 20 tháng 7 năm 1999, các nhân viên an ninh ở trên toàn Trung Quốc đã bắt giữ những người phụ trách Pháp Luân Công vào lúc nửa đêm, từ hàng trăm ngôi nhà họ bị đưa vào các nhà tù. Bốn người phụ trách chính của Pháp Luân Công ở Bắc Kinh bị bắt giữ nhanh chóng. Các văn phòng An Ninh đã ra lệnh cho các nhà thờ, chùa chiền, nhà thờ hồi giáo, báo chí, truyền thông bắt đầu phê phán công kích Pháp Luân Công; tòa án và cảnh sát trấn áp Pháp Luân Công. Ba ngày liên tiếp đều có biểu tình lớn do các học viên tổ chức ở hơn 30 thành phố. Ở Bắc Kinh và các thành phố khác, những người biểu tình bị bắt đến những sân vận động
Hai ngày sau, vào ngày 22 tháng 7, Bộ Nội vụ Trung Quốc đặt Pháp Luân Đại Pháp ra ngoài vòng pháp luật, coi nó là một tổ chức bất hợp pháp "tham gia vào các hoạt động bất hợp pháp, ủng hộ sự mê tín và truyền bá những điều nguỵ biện, lừa gạt người khác, kích động, tạo ra rối loạn và gây nguy hiểm cho sự ổn định xã hội". Cùng ngày, Bộ Công an đã ban hành một thông tư cấm công dân tập Pháp Luân Công theo nhóm, cấm sở hữu bài giảng của Pháp Luân Công, cấm hiển thị biểu ngữ hay biểu tượng của Pháp Luân Công, và cấm phản đối lệnh cấm này.
Tân Hoa Xã nói rằng Pháp Luân Công chống đối lại Đảng, rằng nó truyền giảng "chủ nghĩa duy tâm, chủ nghĩa tin tưởng vào Thần" và là mê tín dị đoan phong kiến, làm mất ổn định xã hội. 'Tân Hoa Xã khẳng định rằng các hành động chống lại Pháp Luân Công là cần thiết để duy trì "vai trò tiên phong và giữ gìn sự thuần khiết" của Đảng Cộng sản, và "mặt khác, cái gọi là các nguyên lý ‘Chân - Thiện - Nhẫn' được Lý Hồng Chí truyền dạy là không phù hợp tiến bộ đạo đức xã hội và văn hóa cộng sản mà chúng ta đang phấn đấu để đạt được"
Tại một cuộc họp báo ngày 9 tháng 11 năm 1999, Hiệp Tiểu Văn, giám đốc sở tôn giáo của chính phủ đã nói rằng "Pháp Luân Công đã tẩy não và lừa người, gây ra cái chết của hơn 1,400 người, đe dọa sự ổn định của xã hội và chính trị". Ông nhấn mạnh rằng Pháp Luân Công là một mối đe dọa chính trị và "bất kỳ sự đe dọa nào đối với người dân và xã hội đều là sự đe doạ đối với Đảng Cộng sản và Chính phủ". Chính phủ cũng công bố công khai các báo cáo từ các cựu học viên Pháp Luân Công, những người tố cáo phong trào Pháp Luân Công và Người lãnh đạo Pháp Luân Công, nói về những thiệt hại mà phong trào mang tới cho xã hội Trung Quốc, khen ngợi các hành động của chính phủ để chống lại phong trào này. Tính xác thực của những tố cáo này chưa được công nhận, những tố cáo này được khuyến khích bởi chính quyền với lời hứa rằng những người rời bỏ "tổ chức dị giáo" và các dịch vụ công (tức các hoạt động công ích của Pháp Luân Công) sẽ không bị trừng phạt.
Như một phần của chiến dịch tuyên truyền chống Pháp Luân Công, chính quyền địa phương thực hiện các chương trình "học tập và giáo dục" trên toàn Trung Quốc, trong hình thức đọc báo và nghe các chương trình phát thanh, cũng như có các cán bộ đi thăm dân làng và người nông dân tại nhà để giải thích "trong thuật ngữ đơn giản nhất về tác hại của Pháp Luân Công đối với họ".
Lý Hồng Chí đã trả lời bằng "Bài phát biểu ngắn gọn của tôi" vào ngày 22 tháng 7, như sau:
| “ | Chúng tôi không chống lại chính phủ bây giờ [và] chúng tôi cũng không làm thế trong tương lai. Những người khác có đối xử tệ với chúng tôi, nhưng chúng tôi không đối xử tệ với họ, cũng không đối xử với người khác như kẻ thù. Chúng tôi kêu gọi các chính phủ, các tổ chức quốc tế và những người thiện lương trên toàn thế giới hãy mở rộng sự giúp đỡ và ủng hộ chúng tôi để giải quyết cuộc khủng hoảng hiện nay đang diễn ra tại Trung Quốc. | ” |

Một cơ quan ngoài hệ thống pháp luật, Phòng 610 đã được lập ra để điều hành cuộc trấn áp Pháp Luân Công. Chính quyền đã huy động bộ máy truyền thông nhà nước, tòa án, cảnh sát, quân đội, hệ thống giáo dục, gia đình, và nơi làm việc để chống lại các học viên Pháp Luân Công. Chiến dịch này được điều khiển bởi bộ máy tuyên truyền khổng lồ thông qua báo, đài, Tivi và mạng Internet, kêu gọi các hộ gia đình và nơi làm việc tham gia tích cực vào chiến dịch. Theo Tổ chức Ân xá Quốc tế, có nhiều báo cáo về sự tra tấn có hệ thống, Theo Mickey Spiegel, bắt bớ vô cớ, cưỡng bức lao động, thu hoạch nội tạng và lạm dụng các khủng bố tinh thần để ép các học viên từ bỏ đức tin của họ đối với Pháp Luân Công.
Bộ ngoại giao Mỹ ước tính từ năm 1999, đã có hàng trăm ngàn, thậm chí hàng triệu học viên Pháp Luân Công bị giam giữ trong các "Trại cải tạo lao động", nhà tù và các cơ sở giam giữ khác để bắt họ từ bỏ luyện tập môn thực hành tinh thần này. Các cựu tù nhân, nhiều người không phải là các học viên Pháp Luân Công, đã báo cáo rằng các học viên Pháp Luân Công thường xuyên bị "câu lưu lâu nhất và bị đối xử tồi tệ nhất" trong các trại lao động, và ở một số cơ sở, các học viên Pháp Luân Công chiếm số lượng lớn các tù nhân. Theo báo chí phương Tây, ít nhất 2,000 học viên Pháp Luân Công bị tra tấn đến chết trong chiến dịch trấn áp Một số nhà quan sát đưa ra con số cao hơn nhiều.
Kể từ năm 2006 cũng có liên tục (nhưng chưa được chứng minh) các cáo buộc về việc buôn bán nội tạng, nó được sử dụng để cung cấp cho ngành công nghiệp cấy ghép tạng ở Trung Quốc, mà không được sự đồng ý của các học viên Pháp Luân Công. Ủy ban Liên Hợp Quốc (LHQ) về tra tấn đã kêu gọi Trung Quốc sắp xếp một điều tra độc lập về những cáo buộc trên.

## Cơ chế pháp lý và chính trị

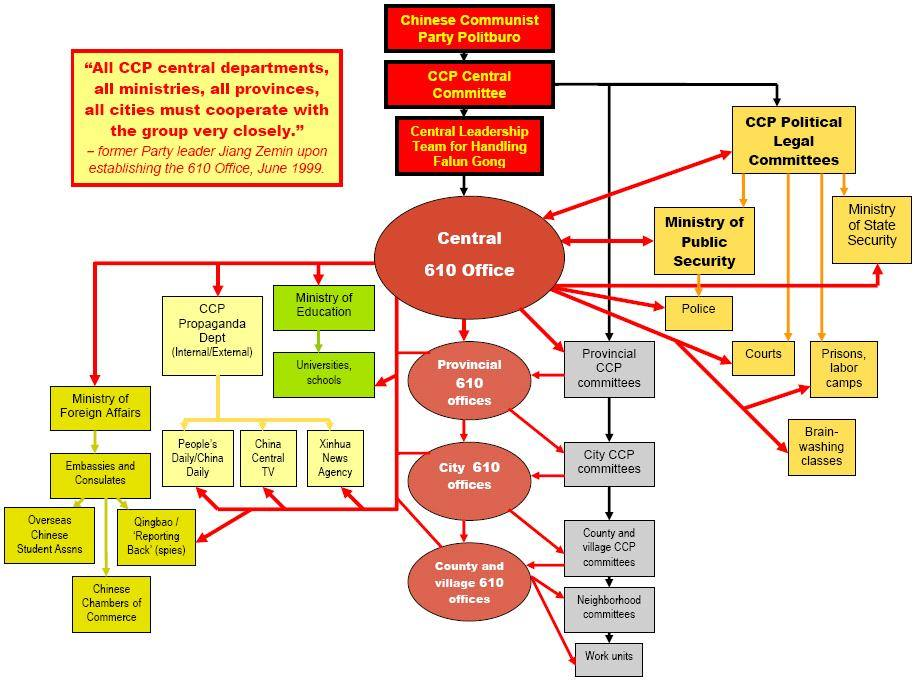
Tổ chức văn phòng 610 tại Trung Quốc.

Vào ngày 10 tháng 6 năm 1999 Chính quyền Cộng sản thành lập 'Phòng 610', một cơ quan ngoài vòng pháp luật để lãnh đạo trấn áp Pháp Luân Công. Tuyển mộ nhân viên được chọn lựa ở các tỉnh, thành phố, huyện, trường học, cơ quan chính phủ và doanh nghiệp nhà nước ở Trung Quốc.
Vào ngày 22 tháng 7, Bộ Nội vụ và Bộ Công an giải thể hội nghiên cứu Pháp Luân Đại Pháp, cấm "tuyên truyền Pháp Luân Công dưới mọi hình thức," và cấm ai muốn gây rối trật tự xã hội hay chống đối chính phủ. Tổ chức quan sát Nhân quyền và Tổ chức Ân xá nói rằng các chỉ thị chính thức và các văn bản quy phạm pháp luật cho cuộc thanh trừng không đạt các tiêu chuẩn pháp lý quốc tế và hiến pháp của Trung Quốc. Nguồn tin của Pháp Luân Công đã chỉ ra rằng theo hiến pháp Trung Quốc, Bộ Công an không có quyền để tạo ra các luật và các lệnh cấm chống lại Pháp Luân Công, những điều luật đó là do tự nó tạo ra nên là bất hợp pháp.
Vào ngày 26 tháng 7, một số văn phòng nhà nước và Bộ Công an đã ban hành một thông tư kêu gọi tịch thu và phá hủy tất cả các ấn phẩm liên quan đến Pháp Luân Công; nó đã bị kết án trên các phương tiện truyền thông, với những cuốn sách bị xé vụn, bị đốt cháy và các băng hình bị ủi nát trước ống kính của máy quay truyền hình.
Vào ngày 29 tháng 7 năm 1999, Văn phòng Tư pháp Bắc Kinh đã đưa ra một thông báo cấm luật sư nhận thân chủ là các học viên Pháp Luân Công. Các luật sư Vị Toàn, những người đã cố gắng để bào chữa cho các khách hàng là các học viên Pháp Luân Công đã phải đối mặt với nhiều mức độ bị bức hại, bao gồm tước bằng luật sư, tạm giam, và trong trường hợp của ông Cao Trí Thịnh, bị tra tấn và mất tích.
Chính phủ ban hành một đạo luật (Điều 300 của Bộ luật hình sự), thông qua bởi các Quốc hội Trung Quốc vào ngày 30 Tháng 10 năm 1999, với áp dụng hồi tố để ngăn chặn "những tôn giáo không chính thống" trên toàn Trung Quốc, nhờ đó hợp thức hóa cuộc trấn áp Pháp Luân Công và bất kỳ nhóm tín ngưỡng khác bị coi là "nguy hiểm đối với nhà nước."
Để phản ứng lại, từ cuối năm 1999 tới đầu năm 2001, hàng ngày có hàng trăm học viên Pháp Luân Công đi đến Thiên An Môn, nơi họ thực hành thiền định trong cuộc biểu tình im lặng hoặc giương các biểu ngữ để yêu cầu khôi phục danh dự và chấm dứt lệnh cấm. Những cuộc thỉnh nguyện đã nhanh chóng và thường bị trấn áp bằng bạo lực bởi nhân viên an ninh trực sẵn ở đó, và các học viên tham gia thường được gửi trở lại các thành phố quê nhà nơi họ sẽ bị trừng phạt. Vào ngày 25 Tháng 4 năm 2000, tổng cộng hơn 30.000 học viên đã bị bắt giữ ở Quảng trường Thiên An Môn. 700 học viên Pháp Luân Công bị bắt khi thỉnh nguyện trên Quảng Trường vào ngày 1 tháng 1 năm 2001. Các quan chức lớn đã thiếu kiên nhẫn với dòng người thỉnh nguyện không ngừng tới Bắc Kinh, và đã quyết định một hệ thống gồm các cấp cơ quan chịu trách nhiệm nhằm đẩy trách nhiệm từ trung ương xuống các cấp địa phương để gây sức ép đối với các học viên: Chính quyền trung ương yêu cầu các chính quyền địa phương phải chịu trách nhiệm cá nhân đối với dòng người biểu tình. Chính quyền tỉnh sẽ xử phạt các chủ tịch huyện nếu có bất kỳ học viên Pháp Luân Công nào từ huyện của họ đi đến Bắc Kinh. Chủ tịch huyện sẽ lần lượt bị xử phạt bởi những người đứng đầu ủy ban chính trị và luật pháp, sau đó các chủ tịch huyện trở lại các thôn và lần lượt xử phạt các chủ tịch xã. Các chủ tịch xã lại xử phạt các nhân viên cảnh sát, họ sẽ tìm cách trừng phạt những người quản. Theo Johnson, cảnh sát liên tục làm tiền bất hợp pháp từ các học viên Pháp Luân Công và chỉ được trao đổi thông qua lời nói trong các cuộc tra hỏi, "bởi vì họ không muốn nó được công bố." Một điểm chính trong những lời khai của các học viên Pháp Luân Công bị tra tấn là họ "liên tục bị yêu cầu nộp tiền để bù đắp cho các khoản tiền phạt."
Tổ chức quan sát nhân quyền báo cáo rằng một số đơn vị công tác có thể đã sa thải ngay tức khắc những người bị coi là các học viên Pháp Luân Công, có nghĩa là họ bị mất nhà ở, thất học, mất lương hưu và bị báo cáo cho công an. Các chính quyền địa phương sẽ giam giữ các học viên kiên định và những người không công khai từ bỏ tín tâm, và thúc ép các hộ gia đình và các nhà tuyển dụng để "chắc chắn" rằng các học viên sẽ bị cô lập.

## Chiến dịchtruyền thông

Tờ áp phích ghi "Kiên quyết hỗ trợ cho quyết định của Trung ương để đối phó với tổ chức phi pháp ‘Pháp Luân Công"

Kể từ khi lệnh cấm của các tổ chức chính phủ Trung Quốc vào ngày 22 tháng 7 năm 1999, Phương tiện truyền thông tuyên bố Pháp Luân Công là "tà giáo", truyền bá mê tín dị đoan.
Vào ngày 30 tháng 7, mười ngày kể từ khi chiến dịch bắt đầu, Tân Hoa Xã thông báo đã tịch thu hơn 1 triệu cuốn sách Chuyển Pháp Luân và các tài liệu khác, hàng trăm ngàn tài liệu bị đốt cháy và tiêu hủy.
Ở giai đoạn đầu của cuộc trấn áp, tin tức buổi tối sẽ truyền rộng những hình ảnh về những tài liệu Pháp Luân Công bị chất đống, bị đốt hoặc bị xe lu nghiền nát. Perry viết rằng đây là mô hình cơ bản của cuộc tấn công, nó gần giống với "chiến dịch hữu phản những năm 50 [và] những chiến dịch thanh trừ ô nhiễm tinh thần những năm 80". Truyền thông sẽ tập trung vào những người có thói quen đả kích Pháp Luân Công; những người thân của các nạn nhân Pháp Luân Công sẽ nói về những bi kịch đã xảy ra với người thân yêu của họ, những học viên cũ sẽ thú nhận bị "lừa bởi Sư phụ Lý và bày tỏ sự hối tiếc về sự cả tin của họ"; Các giáo viên thể dục đề nghị lựa chọn thay luyện tập Pháp Luân Công bằng những môn thể thao lành mạnh khác, ví dụ như chơi bowling.
Theo ông Willy Lam của tờ báo CNN, phương tiện truyền thông nhà nước nói rằng Pháp Luân Công là một phần của một "phong trào quốc tế chống Trung Quốc". Giống như điều mà nó đã làm trong Cách mạng Văn hóa, Đảng Cộng sản tổ chức các cuộc biểu tình trên các đường phố và các cuộc họp của các cơ quan chính phủ ở Miền Tây để tố cáo việc luyện tập Pháp Luân Công. "Tân Hoa Xã" đăng bài xã luận về các cán bộ PLA tuyên bố Pháp Luân Công là "nỗ lực của thế lực thù địch phương Tây nhằm lật đổ Trung Quốc", và tuyên bố sẽ làm hết sức mình để bảo vệ lãnh đạo trung ương, "duy trì an ninh quốc gia và ổn định xã hội."
Lý Hồng Chí cũng là một mục tiêu công kích của phương tiện truyền thông Trung Quốc trong thời gian này. Chính quyền Trung Quốc buộc tội ông đã tạo ra Pháp Luân Công trên cơ sở hai hệ thống khí công khác được phát triển trước đó, cụ thể là, Mật tông Công và Cửu cung Bát quái Công, và rằng một số các bài tập Pháp Luân Công là sao chép các động tác từ các "điệu nhảy của Thái Lan" mà ông chọn trong chuyến thăm người thân ở Thái Lan. Chính quyền Trung Quốc khẳng định và cáo buộc rằng những người quen biết Lý Tinh Siêu và Lưu Vũ Tình đã giúp phát triển hệ thống, và những người theo trước đó đã giúp viết sách và chỉnh sửa hình ảnh; một tháng trước khi công bố chính thức, nó đã được hoàn thành mà không được kiểm tra thấu đáo.
James Tong lưu ý rằng những cáo buộc này được đưa ra ở ấn phẩm "Lý Hồng Chí Kỳ nhân kỳ thạch", một số ấn phẩm đã được in trước ngày 22 tháng 7 năm 1999, nó phù hợp với các nguyên tắc của sự trấn áp Pháp Luân Công theo quy định của Bộ Chính trị và Giang Trạch Dân. Nhiều người đã vội vàng biên soạn in lại hoặc tái viết các bài báo của Nhân dân nhật báo và Tân Hoa Xã cùng các văn bản cấm Pháp Luân Công của Đảng và Chính phủ nhằm phơi bày Pháp Luân Công và Lý Hồng Chí. Kỳ môn kỳ thạch được sản xuất bởi bộ phận nghiên cứu của Văn phòng Công an.

### Cáo buộc là giáo phái
Chính phủ tái sử dụng nhiều trong những lý luận đã được hoàn thiện bởi các nhà phê bình phong trào trước khi cấm, trong đó có cáo buộc rằng Pháp Luân Công "tuyên truyền mê tín dị đoan phong kiến", rằng Lý Hồng Chí đã thay đổi ngày sinh của mình, và rằng việc thực hành tu luyện bị lợi dụng để làm nổi loại chính trị. Như việc công bố " Pháp Luân Công là một giáo phái", "Phơi bày lời nói dối của ‘Giáo phái Pháp Luân Công", và gán mác "Tà giáo", họ nói rằng Pháp Luân Công kiểm soát tâm trí người ta và thao túng bằng "những lời nói dối và ngụy biện," nguyên nhân "gây ra cái chết của số lượng lớn các học viên." Các phương tiện truyền thông nhà nước công kích những tài liệu của Lý Hồng Chí, điều mà ông nhấn mạnh rằng bệnh có nguyên nhân căn bản là nghiệp lực, và điều ông Lý nhấn mạnh một số lần đối với những người chân tu là từ chối thuốc hoặc đi bệnh viện. Các nhà chức trách tuyên bố hơn 1.000 trường hợp tử vong vì các học viên theo lời dạy của ông Lý và từ chối tìm cách điều trị y tế; hàng trăm học viên đã cắt mở dạ dày của họ "tìm kiếm các Pháp Luân" hoặc tự tử, và hơn 30 người dân vô tội đã bị giết bởi "các học viên Pháp Luân Công bị rối loạn tâm thần." Lý Hồng Chí bị coi là người lừa gạt khi các đoạn video trình chiếu trên Tivi về các hình ảnh chứng từ kế toán, "để chứng minh rằng [Ông] đã thu được lợi nhuận khổng lồ thông qua việc bán sách và băng đĩa."
Ching (2001) thông báo rằng "tà giáo" đã bị định nghĩa bởi một chính phủ vô thần "trên cơ sở chính trị, chứ không phải bằng bất cứ tôn giáo chính thống", và các cơ quan chức năng sử dụng nó để bắt giữ và bỏ tù phi pháp từ trước đó.
Hầu hết các nhà khoa học và các học giả tôn giáo từ chối các lý thuyết "tẩy não" và không sử dụng từ "tôn giáo" để miêu tả Pháp Luân Công. Chan tuyên bố rằng Pháp Luân Công không phải là "tôn giáo", hoặc "môn phái", nhưng là một Xu hướng Tôn giáo mới với những đặc điểm giống như tôn giáo. Các học giả khác hoàn toàn tránh thuật ngữ "giáo phái" bởi vì "sự nhầm lẫn giữa ý nghĩa lịch sử của thuật ngữ miệt thị và việc sử dụng ở thời điểm hiện tại" Các học giả thích dùng thuật ngữ như "phong trào tinh thần" hay "phong trào tôn giáo mới" để tránh ý nghĩa tiêu cực của từ "giáo phái" hoặc để tránh phân loại sai về Pháp Luân Công là một "tà giáo" nếu nó không phù hợp với định nghĩa chính thống.
Tuy nhiên, nhiều học giả, trong đó nổi bật Palmer (2007) và Ownby (2008), sử dụng các từ "tính đạo đức" và "khải huyền" để mô tả triết lý của nó.
Năm 2005, một đơn vị căm thù tội ác của Sở cảnh sát Edmonton đã tịch thu các tài liệu chống Pháp Luân Công được phân tán ở hội nghị thường niên của Hiệp hội gia đình Mỹ bởi nhân viên của lãnh sự quán Calgary của Trung Quốc (tỉnh Alberta, Canada). Các tài liệu bao gồm việc kêu gọi Pháp Luân Công là một "tôn giáo", được xác định là vi phạm luật hình sự cấm thúc đẩy sự hận thù để chống lại các nhóm mang tính chất tôn giáo
Ủy ban Viễn thông Đài phát thanh truyền hình Canada năm 2006 đã không đồng ý với chương trình phát sóng chống Pháp Luân Công từ Truyền hình Trung ương Trung Quốc (CCTV). "Ủy ban cho rằng những ý kiến này rõ ràng là lạm dụng, trong đó họ là những biểu hiện của ác tâm cực đoan chống lại Pháp Luân Công và người sáng lập, ông Lý Hồng Chí. Những nhạo báng, sự thù địch và sự lạm dụng khuyến khích các nhóm hoặc cá nhân để kích động lòng căm thù hay khinh miệt và trong trường hợp của những báo cáo, bình luận ban đầu có thể kích động bạo lực và đe dọa an toàn sinh mạng của các học viên Pháp Luân Công. "

### Dàn dựng vụ tự thiêu ở Thiên An Môn
Vào đêm trước năm mới của Trung Quốc trên ngày 23 tháng 1 năm 2001, Năm người đã cố gắng tự đốt cháy mình ở Quảng trường Thiên An Môn. Cơ quan báo chí chính thức của Trung Quốc, Tân Hoa Xã, và các phương tiện truyền thông nhà nước khác đã khẳng định rằng những người tự thiêu là các học viên Pháp Luân Công, trong khi Trung tâm Thông tin Pháp Luân Đại Pháp phủ nhận và cáo buộc rằng "vụ tự thiêu không bao giờ xảy ra, và đây là một phần tội ác (nhưng khéo léo) của diễn viên đóng thế." Vụ tự thiêu đã được truyền thông thế giới đưa tin, và chương trình video được Đài truyền hình Trung Quốc (CCTV) chiếu rộng rãi sau đó. Ảnh của một em bé 12 tuổi, Lưu Tư Ảnh, đang cháy và phỏng vấn những người tự thiêu khác, họ nói rằng việc tự thiêu sẽ đưa họ lên thiên đường.
Người đại diện của Pháp Luân Công cho rằng những người tự thiêu này không phải là học viên của Pháp Luân Công vì họ không tuân theo lời dạy của Pháp Luân Công, và một số nhà bình luận của bên thứ ba đã chỉ ra những nghi vấn trong đoạn video của sự kiện được Chính phủ công bố như chai xăng để tự thiêu trên người nạn nhân không bị cháy và cho rằng vụ việc đã được dàn dựng để kích động sự căm phẫn của công luận đối với môn tập luyện và đưa công chúng tham gia vào cuộc bức hại. Tờ báo Time báo cáo rằng trước khi các vụ tự thiêu xảy ra, nhiều người Trung Quốc đã cảm thấy rằng Pháp Luân Công không có đe dọa gì và cuộc đàn áp của nhà nước đã đi quá xa. Sau sự kiện chiến dịch truyền thông chống lại Pháp Luân Công, nó đã đạt được hiệu quả đáng kể trong việc tẩy não người dân để tin rằng Pháp Luân Công rất nguy hiểm.

### Sách nhiễu các phóng viên nước ngoài
Câu lạc bộ phóng viên nước ngoài ở Trung Quốc đã phản ánh về việc các thành viên của họ bị "theo dõi, bắt giữ, thấm vấn và đe dọa" bởi những báo cáo về "cuộc đàn áp Pháp Luân Công". Nhiều nhà báo nước ngoài tham dự cuộc họp báo được tổ chức bởi các học viên Pháp Luân Công diễn ra tại Bắc Kinh ngày 28 tháng 10 năm 1999, đã bị cáo buộc là "báo cáo bất hợp pháp" bởi nhà chức trách. Những người khác đã bị trừng phạt vì giao tiếp với báo chí nước ngoài hoặc tổ chức các cuộc họp báo. Các nhà báo của Reuters, New York Times, Associated Press và một số tổ chức khác đã bị thẩm vấn bởi cảnh sát, buộc phải ký nhận tội, và tịch thu giấy tờ cư trú và công việc của họ. Các phóng viên cũng phản án về việc truyền hình vệ tinh nước ngoài bị can thiệp khi chuyển qua truyền hình Trung ương Trung Quốc. Tổ chức Ân xá Quốc tế nói rằng "một số người đã bị phạt tù hoặc bị giam giữ hành chính dài hạn vì đã lên tiếng về cuộc đàn áp hoặc đưa thông tin lên Internet."
Năm 2002, Phóng viên Không Biên giới báo cáo về Trung Quốc nói rằng các nhiếp ảnh gia và các nhà quay phim làm việc với các phương tiện truyền thông nước ngoài đã bị cấm tác nghiệp bên trong và xung quanh Quảng trường Thiên An Môn, nơi hàng trăm học viên Pháp Luân Công đến để thỉnh nguyện trong những năm gần đây. Ước tính có ít nhất 50 đại diện báo chí quốc tế đã bị bắt giữ kể từ tháng 7 năm 1999, và một số trong số họ đã bị đánh đập bởi cảnh sát;. Nhiều người theo Pháp Luân Công đã bị bỏ tù vì nói chuyện với các nhà báo nước ngoài "Ian Johnson, phóng viên của tờ The Wall Street Journal ở Bắc Kinh, đã viết một loạt các bài báo và đã giành được giải thưởng Pulitzer 2001. Johnson rời Bắc Kinh sau khi viết bài, ông nói rằng "cảnh sát Trung Quốc đã làm cho cuộc sống của ông ở Bắc Kinh trở nên tồi tệ" sau khi ông nhận được giải Pulitzer.
Toàn bộ cơ quan báo chí đã không thể chống lại và hạn chế các ấn phẩm liên quan đến Pháp Luân Công. Vào tháng 3 năm 2001, tờ báo Time Asia đưa ra một câu chuyện về Pháp Luân Công ở Hồng Kông. Nhưng ngay sau đó. tạp chí bị kéo khỏi các sạp báo ở Trung Quốc Đại Lục và bị đe dọa ‘sẽ không bao giờ được bán trong nước’. Một phần là kết quả của môi trường báo cáo khó khăn vào năm 2002. Ở phương Tây, tất cả tin tức về sự đàn áp ở Trung Quốc đã có nhưng cuộc đàn áp hoàn toàn chưa chấm dứt, thậm chí số học viên Pháp Luân Công bị giam giữ và bị giết vẫn gia tăng.

### Kiểm duyệt mạng Internet
Freedom House báo cáo rằng Pháp Luân Công là chủ đề có hệ thống bị chặn trên Internet nhiều nhất ở Trung Quốc. Những tài khoản bị giám sát và kiểm duyệt Internet ở Trung Quốc, Ethan Gutmann cho biết có rất nhiều người bị như vậy - bao gồm việc tài khoản từ chối dịch vụ do bị tấn công— lần đầu tiên phương pháp này được sử dụng bởi chính quyền Trung Quốc để chống lại Pháp Luân Công. Theo nhà phân tích James Mulvenon của Tổng công ty Rand, Bộ Công an Trung Quốc sử dụng chiến tranh mạng để tấn công trang web của Pháp Luân Công ở Mỹ, Úc, Canada và Anh; và ngăn chặn truy cập tới tài nguyên Internet nói về chủ đề này. Như báo cáo bởi BBC News, Global Internet Freedom Consortium (Liên minh tự do Internet toàn cầu-GIFC), một nhóm học viên Pháp Luân Công liên kết nhằm thúc đẩy tự do Internet cho biết ‘Bộ Ngoại giao Mỹ đã tài trợ 1.5 triệu USD cho chương trình này’, điều khiến các quan chức Trung Quốc lên án. Theo báo cáo của Đại sứ quán Washington ở Trung Quốc cho biết ‘Trung Quốc đã phản đối Mỹ giúp GIFC vì nó được điều hành bởi các học viên Pháp Luân Công’. Nó cho biết ‘quy định Internet của Trung Quốc’ là phù hợp với pháp luật của Trung Quốc và của nhiều nước khác; và rằng nó đã hỗ trợ được nhiều người dân. Agence France-Presse (AFP) hãng tin trích dẫn Philip Crowley, một phát ngôn viên Bộ Ngoại giao, nói rằng tờ báo tin tức BBC được cấp phép là "quá sớm" và rằng họ "đã không hoàn tất thỏa thuận về việc tài trợ và quyết định cuối cùng đã không được thực hiện". Các học viên Pháp Luân Công làm việc với Liên minh tự do Internet toàn cầu để phát triển một công cụ chống kiểm duyệt được gọi là Freegate, được thiết kế để ẩn hoạt động Internet khỏi chính phủ Trung Quốc. Tên khác của phần mềm là Tor, một chương trình chống kiểm duyệt đã được tài trợ một phần bởi chính phủ Mỹ.

## Các báo cáo tra tấn và bức hại
Từ năm 1999, các quan sát viên nước ngoài ước tính rằng hàng trăm ngàn và có lẽ hàng triệu học viên Pháp Luân Công đã bị đưa vào trong các trại cải tạo lao động, nhà tù và các trung tâm giam giữ.

### Tùy tiện bắt giữ và bỏ tù phi pháp
Ước tính gần đây, chẳng hạn như trích dẫn của Bộ Ngoại giao Mỹ, cho thấy hàng trăm ngàn học viên Pháp Luân Công đang bị giam giữ phi pháp ở Trung Quốc, chủ yếu là trong các trại cải tạo lao động. Theo các báo cáo của tổ chức Theo dõi Nhân quyền năm 2005, những người kiến nghị không phải là học viên Pháp Luân Công, báo cáo rằng hầu hết các tù nhân trong các trại cải tạo lao động là học viên Pháp Luân Công. Họ nói rằng các học viên Pháp Luân Công phải nhận những "bản án lâu nhất và bị đối xử tồi tệ nhất" trong các trại.
Theo Bộ Công an, "trại cải tạo lao động" là một biện pháp hành chính đối với những người phạm tội chưa thành niên phạm tội, nhưng các học viên Pháp Luân Công lại không được coi là tội phạm hợp pháp. Cuối năm 2000, Trung Quốc bắt đầu sử dụng phương pháp hình phạt rộng rãi này đối với các học viên Pháp Luân Công với hy vọng thường xuyên "chuyển hóa người tái phạm" Điều khoản này cũng có thể được tự ý mở rộng bởi cảnh sát. Các học viên có thể chịu những khoản phạt chống lại họ không rõ ràng, theo Robert Bejesky, viết trong Tạp chí Columbia của Asian Law, chẳng hạn như "gây rối trật tự xã hội", "gây nguy hiểm cho an ninh quốc gia", hay "lật đổ hệ thống xã hội chủ nghĩa." Có tới 99% các học viên Pháp Luân Công bị giam giữ thời gian dài vì bị xử lý hành chính thông qua hệ thống này mà không nằm trong hệ thống tư pháp hình sự. Những người bên ngoài không được đưa đến các trại, các tù nhân bị buộc phải làm công việc nặng nhọc trong các hầm mỏ, nhà máy gạch, nông nghiệp; họ bị tra tấn về thể xác, bị đánh đập, thẩm vấn và cắt khẩu phần lương thực.
Sau khi hoàn thành bản án cải tạo, sau đó các học viên đôi khi bị giam giữ trong "trung tâm pháp lý giáo dục", một hình thức trừng phạt được thành lập bởi chính quyền địa phương "chuyển hóa tâm trí" của các học viên, theo Theo dõi nhân quyền. Trong khi, ban đầu các quan chức Bắc Kinh miêu tả quá trình này là "vô hại" và một đường lối cứng rắn sau đó được thông qua; "những ban trợ lý giáo dục và công nhân, cán bộ lãnh đạo và những người từ tất cả các tầng lớp xã hội" đều được tham gia vào chiến dịch. Vào đầu năm 2001 chỉ tiêu đã được đưa ra như bao nhiêu học viên cần phải được "chuyển hóa". Hồ sơ chính thức không đề cập đến phương pháp làm việc để đạt được điều này, mặc dù các điều tra của Pháp Luân Công và của bên thứ ba cho thấy những vi phạm thể xác và tinh thần có thể là "cực kỳ nghiêm trọng."

### Tra tấn trong tù
Năm 2001 bài báo viết bởi John Pomfret và Philip P. Pan của tờ báo Washington Post nói rằng không có học viên nào tránh khỏi biện pháp cưỡng chế để ép họ từ bỏ đức tin. Theo nguồn tin trong nội bộ an ninh, một số chính quyền địa phương đã cố gắng bằng những lớp tẩy não, sau đó những người kiên định nhất sẽ bị chuyển đến các trại lao động, "nơi mà họ sẽ bị đánh đập và tra tấn trước tiên." Vào tháng 1 năm 2001 "Phòng 610 bí mật, một lực lượng đặc nhiệm liên ngành hàng đầu để tiêu diệt Pháp Luân Công, ra lệnh tất cả Ủy ban nhân dân, các cơ quan nhà nước và các công ty bắt đầu làm việc này."
Từ năm 2000, Báo cáo viên đặc biệt của LHQ tới Chính phủ Trung Quốc, nhấn mạnh có 314 trường hợp bị tra tấn, đại diện cho hơn 1.160 cá nhân. Theo báo cáo, các học viên Pháp Luân Công chiếm 66% các trường hợp tra tấn, 8% xảy ra ở Ankangs. Báo cáo viên đặc biệt đề cập đến các cáo buộc tra tấn "tàn bạo" và yêu cầu chính phủ Trung Quốc "ngay lập tức thực hiện các bước để bảo vệ cuộc sống và sự toàn vẹn cho người bị tạm giam theo quy định của Quy tắc tiêu chuẩn ứng xử tối thiểu với tù nhân" Corinna-Barbara Francis của Tổ chức Ân xá nói rằng số liệu (tử vong) của Pháp Luân Công có vẻ hơi cao vì họ không phải là kết quả của vụ hành quyết chính thức.

### Cáo buộc thu hoạch nội tạng
Trong năm 2006, các cáo buộc được đưa ra, nội dung là một số lượng lớn các học viên Pháp Luân Công đã bị giết để cung cấp nội tạng cho ngành công nghiệp ghép tạng của Trung Quốc. Những cáo buộc này đã thúc đẩy một cuộc điều tra của cựu Bộ trưởng Ngoại giao David Kilgour và luật sư nhân quyền David Matas.
Báo cáo Kilgour-Matas được công bố vào tháng năm 2006, và kết luận rằng "chính phủ Trung Quốc và các đại diện của nó trong nhiều vùng của đất nước, trong một số bệnh viện, trại giam và "Tòa án nhân dân" từ năm 1999 đã giết chết một số lượng lớn nhưng không rõ bao nhiêu các tù nhân lương tâm Pháp Luân Công", và quảng cáo nội tạng sẵn có ngay lập tức từ những người cho đang sống, và bản chép lại của các cuộc phỏng vấn, trong đó bệnh viện nói với người khách hàng nhận nội tạng tiềm năng rằng họ có thể có được các nội tạng Pháp Luân Công.

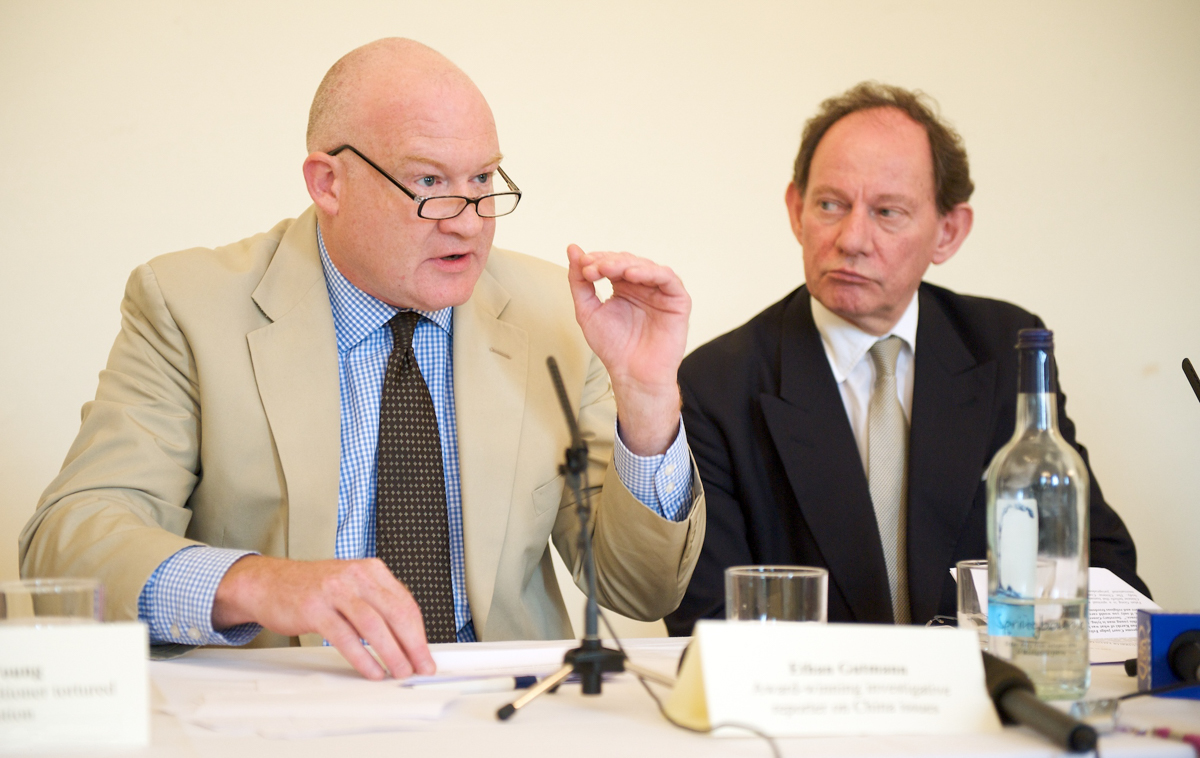
Ethan Gutmann (trái) với Edward McMillan-Scott
tại cuộc họp báo Hiệp hội báo chí nước ngoài năm 2009

Trong tháng 5 năm 2008 hai báo cáo viên đặc biệt Liên Hợp Quốc nhắc lại yêu cầu cho các nhà chức trách Trung Quốc để trả lời những cáo buộc, và để giải thích nguồn gốc các nội tạng đã được ghép khi có sự gia tăng đột biến số ca cấy ghép nội tạng ở Trung Quốc kể từ năm 2000. Các quan chức Trung Quốc đã phản ứng bằng cách phủ nhận cáo buộc thu hoạch nội tạng, và nhấn mạnh rằng Trung Quốc tuân thủ các nguyên tắc của Tổ chức Y tế Thế giới cấm bán các bộ phận cơ thể con người mà không có sự đồng ý bằng văn bản của người cho. Phản ứng trước sự việc Nghị quyết Hạ viện Hoa Kỳ kêu gọi chấm dứt lạm dụng thực hành cấy ghép nội tạng đối với các cộng đồng thiểu số tôn giáo và dân tộc, một phát ngôn viên của đại sứ quán Trung Quốc cho biết "Cái gọi là thu hoạch nội tạng từ các tử tù là một lời dối trá hoàn toàn bịa đặt của Pháp Luân Công."
Trong năm 2014, nhà báo điều tra Ethan Gutmann công bố kết quả điều tra của ông. Gutmann tiến hành phỏng vấn rộng rãi với các cựu tù nhân trong các trại lao động và nhà tù Trung Quốc, cũng như nhân viên an ninh và cựu chuyên gia y tế có kiến thức về thực hành cấy ghép nội tạng của Trung Quốc. Ông thông báo rằng việc thu hoạch nội tạng từ các tù nhân chính trị có khả năng bắt đầu từ tỉnh Tân Cương 
trong những năm 1990, và sau đó lan rộng trên toàn quốc. Gutmann ước tính có khoảng 64.000 tù nhân Pháp Luân Công có thể đã bị giết để lấy nội tạng giữa những năm 2000 và 2008.

### Khủng bố tinh thần và bị chích thuốc
Pháp Luân Công và tổ chức nhân quyền đã cáo buộc rằng các học viên không tự nguyện chấp nhận bởi vì họ thực hành các bài tập Pháp Luân Công, đi phát tờ rơi, từ chối ký tên cam kết từ bỏ Pháp Luân Công, viết thư kiến nghị, kêu gọi chính phủ vv.. Những người khác bị ép phải "thú nhận" bởi vì bản án giam giữ đã hết hạn hoặc người bị giam giữ đã không "Chuyển hóa" thành công trong các lớp tẩy não. Một số cho biết rằng họ bị ép phải thú nhận vì những "vấn đề chính trị" - đó là kêu gọi chính phủ dỡ bỏ lệnh cấm chống lại Pháp Luân Công.
Robin Munro, cựu Giám đốc Văn phòng Hồng Kông của Theo dõi Nhân quyền và bây giờ là Phó Giám đốc Bản tin Lao động Trung Quốc, đã thu hút sự chú ý trên toàn thế giới tới sự lạm dụng biện pháp Khủng bố tinh thần ở Trung Quốc nói chung và của các học viên Pháp Luân Công nói riêng. Năm 2001, Munro cho rằng bác sĩ Khủng bố tinh thần ở Trung Quốc đã tiến hành từ thời của Mao Trạch Đông và đã tham gia vào việc lạm dụng có hệ thống về tâm lý cho các mục đích chính trị. Ông nói rằng biện pháp khủng bố thần kinh quy mô lớn là một trong những khía cạnh đặc biệt nhất trong chiến dịch kéo dài của chính phủ để "nghiền nát Pháp Luân Công." Munro ghi nhận sự gia tăng rất đáng kể các trường hợp học viên Pháp Luân Công phải nhập bệnh viện tâm thần kể từ khi chiến dịch đàn áp của chính phủ bắt đầu.
Munro cho rằng học viên Pháp Luân Công bị giam giữ bị tra tấn và bị Sốc điện, hình thức đau đớn của việc châm cứu bằng điện áp mạnh, thiếu thốn kéo dài của thực phẩm, nước và ánh sáng; bị hạn chế tiếp cận với nhà vệ sinh để buộc phải viết "lời thú tội "hay" từ bỏ " đức tin như một điều kiện để được thả. Họ bị phạt tiền tới vài ngàn nhân dân tệ và có thể còn bị theo dõi. Lu và Galli viết rằng liều lượng của việc tiêm thuốc lên đến 5, 6 lần so với mức thông thường, và việc thực hiện có thể thông qua các ống thông từ mũi đến dạ dày với cạnh sắc để gây đau đớn cực độ cho các học viên, nó được coi là một hình thức tra tấn hay trừng phạt; Việc tra tấn thể xác là phổ biến nhất, bao gồm việc bị buộc chặt với những sợi dây ở các vị trí gây đau đớn. Những cách điều trị này có thể dẫn đến ngộ độc hóa chất, chứng đau nửa đầu, suy nhược cực độ, lồi lưỡi, cứng, mất ý thức, nôn, buồn nôn, co giật và mất trí nhớ.
Stone nói rằng các mô hình của bệnh viện thay đổi từ tỉnh này sang tỉnh khác và không hề được thống nhất theo chính sách chung đã có hiệu lực của nhà nước. Sau khi được trao quyền truy cập và kiểm tra hàng trăm trường hợp cụ thể, "các học viên Pháp Luân Công trong các bệnh viện tâm thần", một số lượng lớn các trường hợp báo cáo... đã bị gửi từ các trại lao động nơi họ... có thể cũng đã bị tra tấn và sau đó bị đưa vào các bệnh viện tâm thần...

### Các trường hợp tử vong

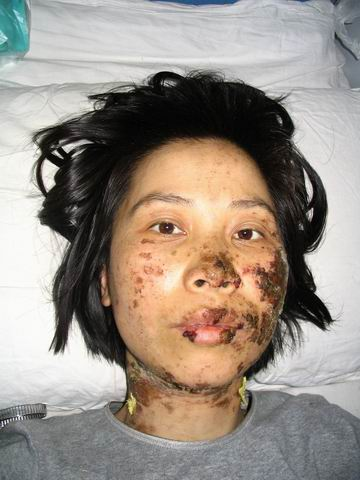
Cao Dung Dung, một học viên Pháp Luân Công từ tỉnh Liêu Ninh, đã được báo cáo bị tra tấn đến chết trong tù vào năm 2005.

Trong số các trường hợp tử vong đầu tiên được báo cáo trong tra tấn báo chí phương Tây là của Trần Tử Tú, một công nhân nhà máy đã nghỉ hưu từ tỉnh Sơn Đông. Trong bài viết đoạt giải Pulitzer của ông Ian Johnson về cuộc đàn áp Pháp Luân Công, báo cáo rằng các lính canh đã dùng dùi cui điện để sốc cô nhằm buộc cô phải từ bỏ Pháp Luân Công. Khi cô từ chối, các quan chức "ra lệnh cô Trần phải chạy chân trần trên tuyết. Hai ngày bị tra tấn đã khiến chân cô thâm tím và mái tóc đen ngắn cô bê bết máu... Cô bò ra ngoài, nôn mửa và lịm đi. Cô không bao giờ tỉnh lại." cô Trần qua đời vào ngày 21 Tháng 2 năm 2000.
Vào ngày 16 Tháng 6 năm 2005, Cao Dung Dung 37 tuổi, kế toán từ tỉnh Liêu Ninh, đã bị tra tấn đến chết trong tù. Hai năm trước khi cô qua đời, cô Cao đã bị cầm tù tại trại lao động cưỡng bức Long Sơn, nơi cô đã bị tra tấn và bị biến dạng bằng dùi cui điện. Cô Cao thoát khỏi trại lao động bằng cách nhảy từ một cửa sổ tầng hai, và sau khi hình ảnh của gương mặt bị đốt cháy của cô được công bố, cô đã trở thành một mục tiêu truy bắt bởi chính quyền. Cô đã bị đưa trở lại vào nhà tù vào ngày 6 Tháng 3 năm 2005 và bị giết chết chỉ trong vòng ba tháng sau đó.
Vào ngày 26 tháng 1 năm 2008, nhân viên an ninh ở Bắc Kinh chặn nhạc sĩ dân gian Vũ Châu và vợ của ông là bà Từ Na khi đang trên đường trở về nhà từ một buổi hòa nhạc. ông Vũ Châu 42 tuổi đã bị bắt giam, sau đó chính quyền đã cố gắng ép buộc ông phải từ bỏ Pháp Luân Công. Ông đã bị tra tấn đến chết trong vòng 11 ngày.

## Phân biệt đối xử của xã hội

### Hạn chế học tập
Theo nhóm vận động của Pháp Luân Công, Tổ chức thế giới điều tra chống đàn áp Pháp Luân Công (WOIPFG), các câu hỏi khảo sát người dân về cuộc đàn áp Pháp Luân Công thì thu được các câu trả lời là có "hậu quả nghiêm trọng". WOIPFG tuyên bố rằng những sinh viên tập luyện Pháp Luân Công đã bị cấm ở các trường học và các kỳ thi và "tội đồng loã" như: Các thành viên trong gia đình các học viên cũng từ chối nhập cảnh. Có kiến nghị chống Pháp Luân Công.

## Bên ngoài Trung Quốc
Trong năm 2004, Quốc hội Mỹ nhất trí thông qua một nghị quyết lên án cuộc tấn công của Trung Quốc đối với các học viên Pháp Luân Công ở Hoa Kỳ, nó báo cáo rằng các chi nhánh Đảng đã "ép viên chức dân cử địa phương ở Hoa Kỳ từ chối hoặc rút hỗ trợ cho các nhóm Pháp Luân Công" mà nhà phát ngôn viên của Pháp Luân Công khi tham gia cá nhân vào các hoạt động biểu tình ôn hòa bên ngoài tòa đại sứ quán của Trung Quốc đã bị vi phạm và bị tấn công thể xác. Họ kêu gọi chính phủ Trung Quốc "ngay lập tức ngừng can thiệp vào việc thực hiện các quyền tự do tôn giáo và chính trị tại Hoa Kỳ."

## Các chiến dịch gần đây
Mặc dù quy mô không lớn như trước đây, nhưng cuộc đàn áp Pháp Luân Công ở Trung Quốc vẫn còn tiếp tục và có xu hướng không suy giảm trong những năm gần đây, với nhiều chiến dịch đàn áp mới lên các nhóm học viên Pháp Luân Công, đặc biệt là thời điểm xung quanh các sự kiện nhạy cảm và các ngày lễ kỷ niệm.

### 2008
Quốc hội - điều hành Ủy ban về Trung Quốc báo cáo rằng "Chính quyền trung ương đã tăng cường cuộc đàn áp 9 năm của nó chống lại Pháp Luân Công trong những tháng diễn ra thế vận hội Olympics mùa hè ở Bắc Kinh 2008." Phòng 610 đã phát hành chỉ thị nội bộ ép buộc các chính quyền địa phương thực hiện các bước để ngăn chặn Pháp Luân Công khỏi gây "can nhiễu hay thiệt hại" cho Thế vận hội. Phòng Công an ở Bắc Kinh và Thượng Hải đã ban hành chỉ thị cung cấp phần thưởng cho người nào cung cấp thông tin báo cáo về các hoạt động của Pháp Luân Công cho cảnh sát.
Trong vài tháng diễn ra Olympics, Trung tâm thông tin Pháp Luân Đại Pháp báo cáo rằng có hơn 8.000 học viên Pháp Luân Công bị bắt cóc từ nhà và nơi làm việc bởi các nhân viên an ninh. Trung tâm báo cáo rằng nhiều người trong số những học viên này sau đó đã bị kết án tù dài hạn trên 15 năm và một số đã bị tra tấn đến chết trong tù. Tổ chức Ân xá quốc tế quan sát thấy rằng Pháp Luân Công là một trong những nhóm bị khủng bố gay gắt nhất và báo cáo rằng hơn 100 học viên Pháp Luân Công đã chết vì bị tra tấn và ngược đãi trong tù trong năm 2008.

### 2009
Trong năm 2009, các học viên Pháp Luân Công là một trong số những mục tiêu của một sáng kiến được đặt tên là Dự án 6521, một chiến dịch do Tập Cận Bình khởi xướng, nhằm trấn áp những bất đồng chính kiến tiềm năng, trong các ngày kỷ niệm chính trị nhạy cảm. Tên của dự án đề cập đến ngày kỷ niệm 60 năm thành lập nước Cộng hòa Nhân dân Trung Quốc, kỷ niệm 50 năm cuộc nổi dậy của người Tây Tạng 1959, kỷ niệm 20 năm của phản đối trên Quảng trường Thiên An Môn, và kỷ niệm 10 năm cuộc đàn áp Pháp Luân Công.
Song song với dự án 6521, một cơ quan điều phối cấp cao nhất được lập ra dưới sự chỉ đạo của Chu Vĩnh Khang, được gọi là "Ủy ban Trung ương quản lý toàn diện trật tự xã hội." Pháp Luân Công là một trong những nhóm đối tượng cần gia tăng giám sát và đàn áp. Ủy ban hồi sinh một mạng lưới cung cấp thông tin tình nguyện viên ở các trường học và khu dân cư, thành lập một hệ thống trách nhiệm liên đới chứa chủ hộ, đơn vị làm việc, và chính quyền địa phương phải chịu trách nhiệm trong trường hợp các cuộc biểu tình hoặc các sự kiện gây bất ổn khác xảy ra..

### 2010
Các tổ chức nhân quyền đã tố cáo rằng World Expo 2010 phục vụ như là cái cớ cho sự đàn áp bất đồng chính kiến và tín đồ tôn giáo, bao gồm cả các học viên Pháp Luân Công. Ủy ban điều hành của Quốc hội về Trung Quốc báo cáo rằng chính quyền Trung Quốc đã bắt giữ và giam cầm hơn 100 học viên ở Thượng Hải khi diễn ra hội chợ triển lãm, nó giống như là để tiến hành các chiến dịch tuyên truyền nhạo báng Pháp Luân Công. Chính quyền Thượng Hải cung cấp các khoản tiền thưởng làm động lực để người dân báo cáo về các học viên Pháp Luân Công. Ủy ban cũng lưu ý rằng một số người đã từ chối "không bỏ" Pháp Luân Công đã bị tra tấn và gửi đến cơ sở các trại cải tạo lao động. Tổ chức Ân xá Quốc tế ban hành một thông báo hành động khẩn cấp liên quan đến sự biến mất của học viên Giang Phong ở Thượng Hải, người đã bị bắt cóc tại sân bay Thượng Hải vào ngày 18 tháng 2 năm 2010 trong khi đang trên đường đến Hoa Kỳ. Giang biến mất khi bị cảnh sát giam giữ, và được cho là có nguy cơ bị tra tấn.

### 2010 - 2012
Trong năm 2010, Đảng Cộng sản đã phát động một chiến dịch 3 năm mà đòi hỏi chính quyền địa phương, các tổ chức Đảng, và các doanh nghiệp đẩy mạnh những nỗ lực để "chuyển hóa" phần lớn các học viên Pháp Luân Công đã biết được. "Chuyển hóa" đề cập đến quá trình cưỡng chế thường xuyên gây sức ép lên các học viên Pháp Luân Công để yêu cầu họ từ bỏ việc tập luyện. Một số tài liệu được đăng trên trang web của Đảng và chính quyền địa phương đề cập đến các mục tiêu "chuyển hóa" cụ thể cần đạt được, và cũng đặt ra giới hạn về tỷ lệ chấp nhận được của sự tái phạm. Chiến dịch được thực hiện thông qua các học viên Pháp Luân Công bị ghi danh và được biết đến trong các lớp học cải tạo bắt buộc, hoặc bị kết án trong các trại giam hay các trại cải tạo lao động.
Theo Tổ chức Ân xá Quốc tế, các học viên Quách Hiểu Quân, Vương hiểu Đông và Vương Tuấn Lĩnh đã bị bắt và bị giam giữ vì việc tham gia của họ có liên quan tới Pháp Luân Công, được gọi là tù nhân lương tâm và có nguy cơ bị tra tấn.

### 2013 -2015: 'Cuộc chiến cuối cùng'
Cùng với chiến dịch của Đảng Cộng sản Trung Quốc do Tập Cận Bình khởi xướng, "diệt cả hổ lẫn ruồi", để thanh trừ các phần tử chống đối, phe cánh của Giang Trạch Dân, như Bạc Hy Lai, Chu Vĩnh Khang, Lý Đông Sinh và hàng trăm quan chức các cấp... Đảng Cộng sản Trung Quốc còn phát động một 'cuộc chiến cuối cùng' để tiêu diệt toàn bộ các học viên Pháp Luân Công ở Trung Quốc.
"Đi vào các bản làng. Đi vào các hộ gia đình. Đi vào các trường học. Đi vào các tổ chức chính phủ. Đi vào các cơ sở kinh doanh. Đi vào những tế bào của Đảng trong nhân dân," là khẩu hiệu được đăng trên website của một địa phương thuộc thành phố Trùng Khánh. "Thực hiện ‘Cuộc chiến cuối cùng 2013-2015 nhằm Tái giáo dục và Chuyển hóa’ là quyết định khoa học của Trung ương Đảng dựa trên tình hình đấu tranh hiện nay," một khẩu hiệu khác giải thích.

## Phản ứng của Quốc tế
Sự thử thách của Pháp Luân Công đã thu hút một lượng lớn sự chú ý của quốc tế đến từ các chính phủ và các tổ chức phi chính phủ. Các tổ chức nhân quyền như ‘Tổ chức Ân Xá’ và ‘Quan sát quyền con người’ đã bày tỏ khẩn cấp báo cáo về sự tra tấn và ngược đãi các học viên Pháp Luân Công tại Trung Quốc và cũng đã kêu gọi Liên Hợp Quốc và các chính phủ quốc tế can thiệp để chấm dứt cuộc đàn áp.
Quốc hội Hoa Kỳ đã thông qua sáu nghị quyết - Chấp thuận Nghị Quyết 304 Lưu trữ ngày 19 tháng 6 năm 2020 tại Wayback Machine, Chấp thuận Nghị Quyết 530 Lưu trữ ngày 19 tháng 6 năm 2020 tại Wayback Machine,Chấp thuận Nghị Quyết 188 Lưu trữ ngày 22 tháng 7 năm 2013 tại Wayback Machine, Chấp thuận Nghị Quyết 218 Lưu trữ ngày 19 tháng 6 năm 2020 tại Wayback Machine, - kêu gọi chấm dứt ngay lập tức các chiến dịch chống lại các học Pháp Luân Công cả ở Trung Quốc và ở nước ngoài. Đồng thời Nghị quyết 217, được thông qua vào tháng 11 năm 1999. Mới nhất, Nghị quyết 605, đã được thông qua vào ngày 17 tháng 3 năm 2010, và kêu gọi "chấm dứt ngay lập tức chiến dịch đàn áp, đe dọa, bỏ tù, và tra tấn các học Pháp Luân Công."
Tại một cuộc biểu tình vào ngày 12 Tháng Bảy 2012, Rep Ileana Ros-Lehtinen (R-FL), Chủ nhiệm Uỷ ban Nhà Ngoại giao Hoa Kỳ, kêu gọi chính quyền Obama phải đối đầu với các nhà lãnh đạo Trung Quốc về nhân quyền khủng khiếp của nó, bao gồm cả sự đàn áp của nó với các học viên Pháp Luân Công  "Điều quan trọng là bạn bè và những người ủng hộ dân chủ và nhân quyền tiếp tục thể hiện tinh thần đoàn kết và hỗ trợ của họ, bằng cách lên tiếng chống lại sự ngược đãi ", cô nói.